# 도선
도선(道詵, 827년 ~ 898년 3월 10일)은 신라 말기의 승려이며 풍수설의 대가이다. 속성(俗姓)은 김(金)씨이다. 통일 신라 시대 김천 지역의 청암사를 창건한 승려로 도선국사(道詵國師)로 널리 알려져 있다.
도선의 사후 신라 효공왕(孝恭王, 재위 897년 ~ 912년)은 요공선사(了空禪師)라는 시호를 내렸고, 제자들이 스승을 기념하여 옥룡사(玉龍寺)에 세운 탑은 증성혜등(證聖慧燈)이라 명명(命名)되었다. 고려 숙종(肅宗, 재위: 1095년 ~ 1105년)은 도선을 대선사(大禪師)로 추증하고 왕사(王師)의 호를 추가하였다. 고려 인종(仁宗, 재위: 1122년 ~ 1146년)은 도선을 선각국사(先覺國師)로 추봉(追封)하였으며 고려 의종(毅宗, 재위: 1146년 ~ 1170년)은 비를 세웠다.

## 생애
15세에 승려가 되어 월유산(月遊山) 화엄사(華嚴寺)에서 《대경》(大經)을 공부하여 깨달음을 얻었다. 그 후 수도행각(修道行脚)에 나서서 동리산(棟裏山)의 혜철(惠撤) 대사를 찾아 소위 무설설(無說說) · 무법법(無法法)을 배워 크게 깨닫고, 23세에 천도사(穿道寺)에서 구계(具戒: 불교 의식)를 받았다.
도선은 운봉산에다 굴을 파고 불도를 닦고, 태백산 앞에 움막을 치고 여름을 보내면서 수도생활을 하였다. 마침내 희양현(曦陽縣) 백계산(白鷄山)의 옥룡사(玉龍寺)에 자리 잡고 그곳에서 생을 마칠 목적으로 수양하였다.
신라 헌강왕(憲康王: 재위 875~886)이 그의 명성을 듣고 사람을 보내어 궁중으로 모셔가니 도선은 왕에게 여러 가지 정신적 영향을 주었으나 얼마 후 다시 산으로 돌아왔다. 죽을 때 제자들에게 "인연으로 와서 인연이 다하여 떠나는 것이니 슬퍼하지 말라"라는 말을 남겼다 한다.
효공왕은 요공선사(了空禪師)라는 시호를 내렸고, 제자들이 옥룡사에 징성혜등탑(澄聖慧燈塔)을 세웠다. 고려의 숙종은 대선사(大禪師)를 추증하고 왕사(王師)를 추가하였으며, 인종은 선각국사(先覺國師)로 추봉(追封)하였다. 의종은 비를 세웠다.

## 사상
도선의 음양지리설(陰陽地理說)과 풍수상지법(風水相地法)은 고려 · 조선을 통하여 크게 영향을 준 학설이다. 도선의 사상은 일찍이 고려 태조 왕건(재위: 918년 ~ 943년)의 탄생과 고려의 건설에도 영향을 주었는데, 실제 왕건의 아버지에게 집터를 정해주었다고 전해진다.
도선은 대개 중국에서 기원하여 발달한 참위설을 골자로 지리소왕설 · 산천순역설 및 비보설(裨補說)을 주창하였다. 곧 지리(地理)는 곳에 따라 쇠왕이 있고 순역이 있으므로, 왕처(旺處) · 순처(順處)를 택하여 거주할 것과, 쇠처(衰處) · 역처(逆處)를 인위적으로 비보(裨補: 도와서 더하는 것)할 것을 말하여, 일종의 비기도참서(秘記圖讖書)를 남겼다.

## 영향
뒷날 고려시대에 성행한 《도선비기》(道詵秘記) 등은 내용 전체가 도선의 문자인지 아닌지는 알 수 없으나, 그의 사상에 연원(淵源)을 받은 것임은 틀림없을 것이다. 하여튼 그의 비기라고 칭하는 예언서가 그의 사후로부터 세상에 유전(流轉)되어 인심을 현혹시킨 일이 많았다. 고려 태조와 같은 이도 도선의 설(說)을 고려하여 자손을 경계하는 훈요십조(訓要十條) 중에서 절을 세우는 데 산수의 순역을 점쳐서 지덕(地德)을 손박(損薄)하지 말 것을 유훈(遺訓)하였다.
서울 도선사와 화순 운주사에는 도선이 절을 세웠다는 전설이 있다.

## 대중 문화속에 나타나는 도선
- 《태조 왕건, KBS, 2000년 ~ 2002년, 배우 : 이대로》

## 저서
풍수지리설과 음양도참설을 기초로 하여 쓰여져 있는 《도선비기》는 고려의 정치 사회면에 큰 영향을 가져왔으며, 민간에 전해지는 저서로는 《도선답산가》(道詵踏山歌), 《삼각산명당기》(三角山明堂記) 등이 있고 그밖에 《송악명당기》(松岳明堂記)·《옥룡기》(玉龍記) 등이 전해지고 있다.

## 같이 보기
- 풍수
- 성불사
- 도선답산가